# Agroiconota urbanae
Agroiconota urbanae es un coleóptero de la familia Chrysomelidae. Fue descrita en 1996 por Buzzi.
Mide 5.4 mm de largo, 4.5 de ancho. Los élitros son amarillos, con áreas reticuladas.